# Stenodemini
Tribu
Les Stenodemini forment une tribu d'insectes hétéroptères (punaises) de la famille des Miridae, de la sous-famille des Mirinae.

## Genres
- Acetropis Fieber, 1858
- Actinocoris Reuter, 1878
- Asteliamiris Schwartz and Polhemus, 1999
- Autumnimiris Schwartz, 1989
- Caracoris Schwartz, 1989
- Chaetofoveolocoris Knight, 1968
- Chaetomiris Bliven, 1973
- Collaria Provancher, 1872
- Dolichomiris Reuter, 1882
- Leptopterna Fieber, 1858
- Litomiris Slater, 1956
- Megaloceroea Fieber, 1858
- Mimoceps Uhler, 1890
- Pithanus Fieber, 1858
- Porpomiris Berg, 1883
- Stenodema Laporte, 1833
- Teratocoris Fieber, 1858
- Trigonotylus Fieber, 1858